# 張紀
張紀（15世紀—16世紀），字克振，號清所，廣東廣州府新會縣沙岡（今屬開平市）人，明朝政治人物。

## 生平
張紀是正統九年舉人張紳之弟，三歲失去父親，跟隨兄長讀書，熟讀經史，下筆成文，到景泰四年（1453年）中舉人，天順元年（1457年）及四年（1460年）兩次會試中副榜，獲授安慶通判，出納公平，倉儲沒有弊病，又懲治歛財的屬縣官員，不滿一個月新舊賦稅手完，令巡撫王恕看重他，在任三年後因母親逝世回鄉。
當時與張紀相交的人都是一時名士，被推為士林祭酒，他為人豪邁，身高六尺，溫文儒雅而公正端方，成化初年受命草寫武臣誥命稱旨，特拜任南京監察御史，未到任就已去世，年四十四歲。
兒子張詵，為正德十四年舉人。

## 引用
1. 1 2  道光《新會縣志·卷八·人物上》：張紀，字振紀，三歲失父，從胞兄紳習讀父書，閉門不出戶者十年，博通經史，為文千言立就。領景泰四年鄉薦，一時所與交者皆海內名士，羣推士林祭酒；為人豪岸，身長六尺，性溫雅而行直方，且善筆劄，成化初命草武臣誥命稱旨，特拜南京監察御史，未到官而卒，年止四十四，知紀者咸以詩弔之。
2. ↑  民國《開平縣志·卷二十五·選舉表》：明……景泰……張紀 癸酉科（舉人），天順丁丑庚辰兩中明通進士，官南京監察御史，沙岡人，有傳
3. ↑  光緒《廣州府志·卷三十六·選舉表五》：明 景泰四年癸酉科（舉人）……新會人，今隸開平，會試兩中乙榜，御史紳弟
4. ↑  咸豐《順德縣志·卷十·選舉表》：（明通榜）……天順 張紀 龍江人，安慶府通判，有傳，庚辰科……（舉人）……張紀 字克振，龍江人，詵父，見庚辰乙榜
5. ↑  道光《新會縣志·卷六·選舉》：舉人 明……景泰……張紀 沙岡人 賈志 今隸開平，紳弟，四年癸酉科，會試兩中乙榜，御史 阮通志 未就官卒，有傳 賈志
6. ↑  康熙《安慶府志·卷十二·秩官傳》：張紀 廣東順德人，舉貢生任安慶通判；紀出納公平，故倉儲少弊云。
7. ↑  民國《開平縣志·卷三十二·人物畧一》：張紀，字振紀，沙岡人，三歲失父，從胞兄紳習讀父書，閉門不出戶者數年，博通經史，為文千言立就。領景泰癸酉鄉薦，天順丁丑庚辰兩中乙榜，一時與交者皆海內名士，羣推士林祭酒；為人豪岸，身長六尺，性溫雅而行直方，且善筆劄，成化初命草武臣誥命稱旨，特拜南京監察御史，未到官而卒，年止四十四，知紀者咸以詩哭之。 王志
8. ↑  咸豐《順德縣志·卷二十三·列傳三》：張紀，字克振，號清所，龍江人，父能，正統防衛黃寇已有傳。紀少聰敏稱神童，十三補郡庠，方伯朱公英招見大異之，欲妻以女，能辭焉；年二十一領天順己卯鄉薦，會試中乙榜，授直隸安慶府判，慶屬六邑糧長多歛自肥，官受餌者亦可盈橐，紀擯其金而懲其蠹，由是奸徒屏跡，不踰月新舊賦悉完。時巡撫三原王恕廉介號王鐵頭，僚屬鮮當意者，顧獨重紀，在任三年民愛如父母，以內憂歸，抵家行李蕭然，哀毀盡禮，年四十有六卒，季子詵由鄉薦司教閩之南靖，能世其德。張府志、姚志
9. ↑  乾隆《廣州府志·卷三十九·文苑》：張紀，字振紀，從胞兄紳讀父書，博通經史，為文千言，立就領景泰癸酉鄉薦，天順丁丑庚辰兩中乙榜。身長六尺，為人豪岸而志行直方，成化初命草武臣誥命稱旨，特拜南京監察御史，未幾卒。